# Verschleißwerkzeug
Verschleißwerkzeug ist Werkzeug, das bei seinem Gebrauch verschleißt und daher ständig erneuert werden muss, wie z. B. Bohrkronen, Schleifscheiben, Trennscheiben oder Schraubköpfe bei Montagewerkzeugen.
Eine andere Art von Verschleißwerkzeugen sind speziell für einen bestimmten Auftrag angefertigte Werkzeuge, die nach ihrem Gebrauch keinen weiteren Nutzen haben und verschrottet werden, wie etwa Pressformen für Karosseriebleche in der Automobilindustrie. Eventuell muss das Werkzeug auch während des Produktionsprozesses zerstört werden, so z. B. Sand- und Lehmformen beim Gießen.